# Wincing the Night Away
Wincing the Night Away är indierockbandet The Shins tredje album som släpptes den 23 januari 2007 på skivbolaget Sub Pop Records. En tidigare föreslagen titel för albumet var Sleeping Lessons. I en intervju med Pitchforkmedia i december 2005 sa bandets frontman James Mercer att de hade cirka femton låtidéer när de började spela in, men alla kommer inte vara med på albumet. Några låtar skulle bli bland annat b-sidor.
Några möjliga låttitlar, innan den fullständiga listan var fastställd, var "Pah Pah Pah", "The Phantom Limb", "Salt From the Orchard" och "She Wants In". Mercer sa även att bandet planerade att skicka in sitt färdiginspelade album till skivbolaget den 1 april 2006. Två låtar som tidigare var framförda på konserter, "Circus" och "Won One Too Many Fights", förväntades även komma med på albumet, något som inte hände.

## Låtlista
1. Sleeping Lessons - 3:58
2. Australia - 3:56
3. Pam Berry - 0:56
4. Phantom Limb - 4:47
5. Sea Legs - 5:22
6. Red Rabbits - 4:30
7. Turn on Me - 3:41
8. Black Wave - 3:19
9. Spilt Needles - 3:45
10. Girl Sailor - 3:44
11. A Comet Appears - 3:49